# Вікторівська сільська рада (Березівський район)
Ві́кторівська сільська́ ра́да — колишня адміністративно-територіальна одиниця та орган місцевого самоврядування в Березівському районі Одеської області. Адміністративний центр — село Вікторівка.

## Загальні відомості
Вікторівська сільська рада утворена в 1926 році.
- Територія ради: 94,4 км²
- Населення ради: 1 796 осіб (станом на 2001 рік)

## Населені пункти
Сільській раді були підпорядковані населені пункти:
- с. Вікторівка
- с. Ланове
- с. Роздол

## Населення
Згідно з переписом 1989 року населення села становило 3479 осіб, з яких 1607 чоловіків та 1872 жінки.
За переписом населення 2001 року в селі мешкало 1796 осіб.

### Мова
Розподіл населення за рідною мовою за даними перепису 2001 року:
| Мова       | Відсоток |
| ---------- | -------- |
| українська | 95,88 %  |
| російська  | 2,67 %   |
| молдовська | 0,89 %   |
| білоруська | 0,33 %   |
| німецька   | 0,11 %   |

## Склад ради
Рада складалася з 16 депутатів та голови.
- Голова ради: Парамоненко Ольга Миколаївна
- Секретар ради: Плющ Ольга Василівна

### Керівний склад попередніх скликань
| Прізвище, ім'я, по батькові       | Основні відомості                                                               | Дата обрання | Дата звільнення |
| --------------------------------- | ------------------------------------------------------------------------------- | ------------ | --------------- |
| Полякова Ірина Володимирівна      | Сільський голова, 1965 року народження, позапартійна                            | 26.03.2006   | 31.10.2010      |
| Волчанський Михайло Костянтинович | Сільський голова, 1951 року народження, освіта середня спеціальна, безпартійний | 31.10.2010   | 11.10.2013      |
| Парамоненко Ольга Миколаївна      | Сільський голова, 1977 року народження, позапартійна                            | 25.05.2014   |                 |

Примітка: таблиця складена за даними сайту Верховної Ради України

### Депутати
За результатами місцевих виборів 2010 року депутатами ради стали:

#### За суб'єктами висування
| Суб'єкт висування                         | Кількість обраних депутатів | %    |
| ----------------------------------------- | --------------------------- | ---- |
| Самовисування                             | 8                           | 50   |
| Партія регіонів                           | 4                           | 25   |
| Партія промисловців і підприємців України | 2                           | 12,5 |
| Комуністична партія України               | 1                           | 6,3  |
| Соціалістична партія України              | 1                           | 6,3  |

#### За округами
| № округу                                  | Прізвище, ім'я, по батькові      | Дата визнання обраним | Освіта             | Партійна приналежність                         | Відомості про обраного депутата                |
| ----------------------------------------- | -------------------------------- | --------------------- | ------------------ | ---------------------------------------------- | ---------------------------------------------- |
| Комуністична партія України               |                                  |                       |                    |                                                |                                                |
| 9                                         | Домащенко Андрій Вікторович      | 04.11.2010            | вища               | член Комуністичної партії України              | ПП «Губін південний», охоронець                |
| Партія промисловців і підприємців України |                                  |                       |                    |                                                |                                                |
| 4                                         | Яковлєв Станіслав Петрович       | 04.11.2010            | середня спеціальна | член Партії промисловців і підприємців України | пенсіонер                                      |
| 12                                        | Щерба Микола Миколайович         | 04.11.2010            | середня спеціальна | член Партії промисловців і підприємців України | відділення пожежної частини № 11, командир     |
| Партія регіонів                           |                                  |                       |                    |                                                |                                                |
| 1                                         | Рожман Ольга Іванівна            | 04.11.2010            | середня            | член Партії регіонів                           | пенсіонер                                      |
| 3                                         | Плющ Ольга Василівна             | 04.11.2010            | вища               | член Партії регіонів                           | Вікторівська сільська рада, секретар           |
| 6                                         | Латій Лариса Іванівна            | 04.11.2010            | вища               | член Партії регіонів                           | приватний підприємець                          |
| 10                                        | Іскра Олена Миколаївна           | 04.11.2010            | вища               | член Партії регіонів                           | Вікторівська сільська рада, бухгалтер          |
| Соціалістична партія України              |                                  |                       |                    |                                                |                                                |
| 15                                        | Прищак Михайло Олександрович     | 04.11.2010            | середня спеціальна | член Соціалістичної партії України             | тимчасово не працює                            |
| Самовисування                             |                                  |                       |                    |                                                |                                                |
| 2                                         | Парамоненко Олександр Васильович | 04.11.2010            | середня спеціальна | позапартійний                                  | Вікторівська загальноосвітня школа, охоронець  |
| 5                                         | Клумаков Станіслав Станіславович | 04.11.2010            | вища               | позапартійний                                  | Березівський район електромереж, електромонтер |
| 7                                         | Кочержинський Андрій Вікторович  | 04.11.2010            | вища               | позапартійний                                  | Березівський район електромереж, електромонтер |
| 8                                         | Лабунський Сергій Миколайович    | 04.11.2010            | середня спеціальна | позапартійний                                  | тимчасово не працює                            |
| 11                                        | Вересюк Степанія Василівна       | 04.11.2010            | вища               | позапартійна                                   | пенсіонер                                      |
| 13                                        | Горячковська Світлана Павлівна   | 04.11.2010            | середня спеціальна | позапартійна                                   | пенсіонер                                      |
| 14                                        | Кушнір Ганна Володимирівна       | 04.11.2010            | вища               | позапартійна                                   | Вікторівська сільська рада, землевпорядник     |
| 16                                        | Шведов Олександр Григорович      | 04.11.2010            | середня            | позапартійний                                  | тимчасово не працює                            |